# Алексеев, Иван (дьяк, 1562)
Ива́н Алексе́ев (XVI век) — подьячий, затем дьяк Русского царства в правление царя Ивана IV Васильевича Грозного.

## Биография
Ранняя биография неизвестна. Впервые упоминается в декабре 1562 году как подьячий у суда во время осады Полоцка в период Ливонской войны. В 1566 году упоминается уже в качестве дьяка на Земском соборе. С 1 февраля 1570 года по 4 июля того же года — дьяк в Смоленске. Дальнейшая биография неизвестна.